# Micro Channel Architecture
MCA (англ. Micro Channel Architecture, мікроканальна архітектура) — системна шина, представлена в 1987 році корпорацією IBM разом з новим сімейством персональних комп'ютерів IBM PS/2. Відрізняється від існуючої на той момент, і пропонованої до заміни, архітектури Intel ISA досконалішими можливостями, наданими розробникам обчислювальних систем. До найцікавіших з них можна віднести: 
- використання програмованих ключів (Programmable Option Select),
- механізму багатокористувацького доступу до шини (Multi-Device Interface),
- апарату рівнечуттєвих переривань спільного використання,
- протоколу Master.

Нова розробка вирішила багато проблем, властивих ISA: 
- частота шини піднялася до 10 МГц,
- з'явився зручний механізм Plug and Play (до цього прописувати новий пристрій у систему доводилося вручну),
- ширина шини даних стала 32 біта.
- Теоретична пропускна здатність MCA досягала 66 МБ/с (на практиці — максимум 40 МБ/с).
- Пристрої нарешті могли спілкуватися один з одним безпосередньо, минаючи центральний процесор.

## Історія
MCA могла б стати індустріальним стандартом, але IBM сама все зіпсувала, не ставши розвивати ринок периферії для нової шини, більше того, ретельно гальмувала цей процес: сторонні виробники повинні були одержувати спеціалізований ID для кожного пристрою, за право випуску пристроїв під MCA потрібно було платити ліцензійні відрахування і роялті, при тому, що IBM, не бажаючи розкрити технічні дані нової шини, не побажала її ліцензувати. Нові комп'ютери з шиною MCA (а ними виявилося сімейство IBM PS/2) виявилися значно дорожче аналогів з використанням ISA. До того ж починали користуватися все більшою популярністю системи від Dell, Research Machines і Olivetti. Багатьом виробникам комп'ютерів ґрунтовно набридла політика IBM, у результаті вони об'єдналися і почали працювати над альтернативним стандартом. Альянс AST Research, Compaq, Epson, Hewlett-Packard, NEC, Olivetti, Tandy, WYSE і Zenith Data Systems жартівливо назвали «Бандою дев'яти». Результати їхньої праці позначилися вже в 1988 році, коли партнери представили 32-бітну шину Extended Industry Standard Architecture (EISA). Вона володіла всіма перевагами MCA, але при цьому являла собою лише надбудову над класичною ISA, що дозволило зберегти сумісність з 8- і 16-бітними компонентами. Ліцензія на шину EISA, тим більше в порівнянні з MCA, коштувала мало.
Масове застосування MCA помітно лише в системах, випущених корпорацією IBM: PS/2, RS/6000, AS/400 і деяких мейнфреймах System/370[джерело?].